# Rotunda svatého Kříže Menšího
Rotunda Nalezení svatého Kříže, tradičně nazývaná také kostel svatého Kříže Menšího pro odlišení od kostela svatého Kříže Většího v zaniklém klášteře cyriaků, je románská rotunda v Praze 1, městské části Staré Město na křižovatce Konviktské ulice s ulicí Karoliny Světlé. Její vznik je kladen do doby po roce 1125. Rotunda je evidována jako kulturní památka České republiky.

## Historie

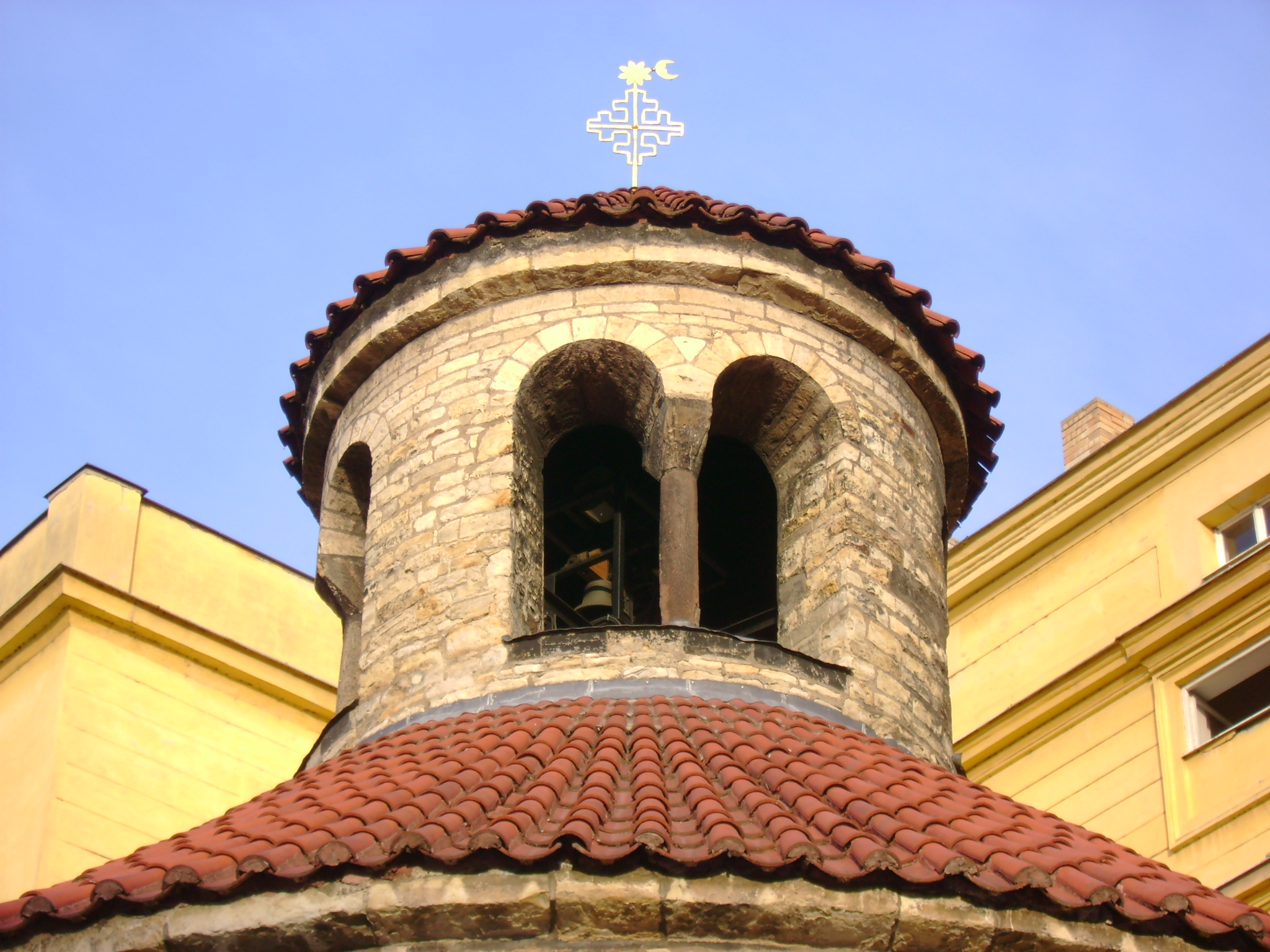
Lucerna s křížem

První písemná zmínka pochází z roku 1365, kdy byla rotunda farním kostelem, stavba je ale mnohem starší. Byla vybudována na důležité obchodní cestě, která vedla z Vyšehradu k přechodům přes Vltavu. Je možné, že původně patřila k jednomu ze staroměstských panských dvorců jako soukromá svatyně. Poblíž stála fara, která zanikla v době husitských válek, kolem se rozprostíral hřbitov.
V roce 1625 připadla rotunda dominikánům ze staroměstského kláštera u kostela sv. Jiljí. V roce 1784 za panování Josefa II. byla svatyně v rámci církevních reforem zrušena a z kaple se stalo skladiště. V roce 1860 hrozilo, že památka ustoupí stavbě nového domu. Z iniciativy Ferdinanda Břetislava Mikovce a Josefa Mánesa se za záchranu objektu postavila Umělecká beseda a památku se podařilo zachránit. Rotundu odkoupila ze soukromého vlastnictví rada města a architekt Ignác Ullmann se zavázal bez nároku na odměnu obnovit exteriér stavby. Ullmann také navrhl oltář, který vyzdobil malíř Jan Popelík.
Při rekonstrukci byly pod dlažbou objeveny pozůstatky původní cihlové podlahy a části náhrobků ze 13. století. V okolí byl objeven denár knížete Jaromíra z roku 1012.

## Současnost
V současné době je rotunda využívána Starokatolickou církví. Spadá pod pražskou starokatolickou farnost a je místem pravidelných bohoslužeb.

## Architektura

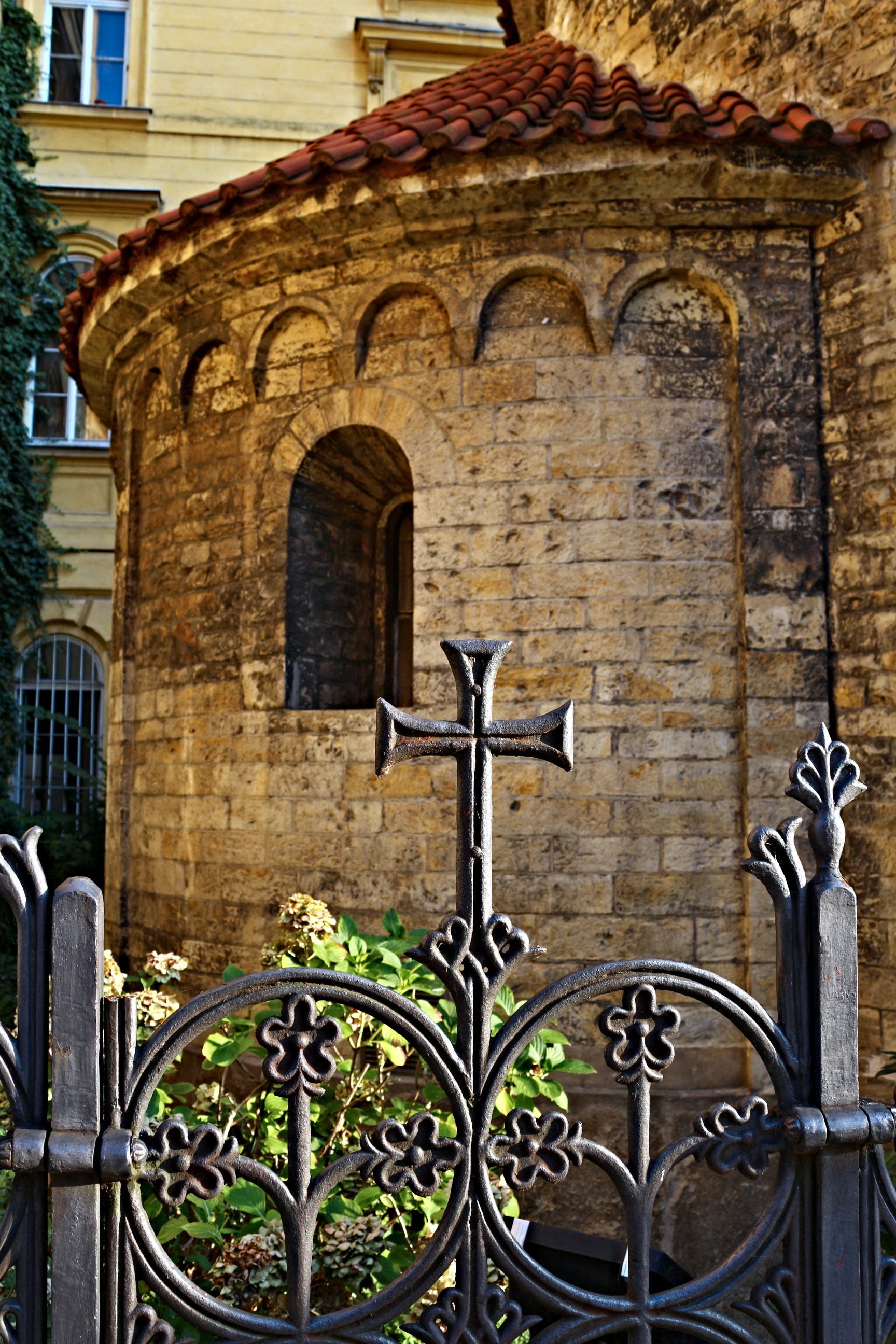
Apsida rotundy

Nevelká jednoduchá stavba z drobných opukových kvádrů řazených v řádcích je tvořena okrouhlou lodí, sklenutou kupolí s lucernou, s půlkruhovou apsidou na východní straně. Apsidu zdobí obloučkový vlys. Na vrchu je lucerna se sdruženými románskými okny, která je na špici zakončená pozlaceným křížem s půlměsícem a osmicípou hvězdou.
Podle Mánesových představ zachycených na obraze Pobožnost v kapli sv. Kříže měly být na stěnách v horizontálních pruzích výjevy z legend o českých světcích. Jeho představy nebyly realizovány. Podle jeho návrhů byl nicméně vyroben ozdobný novorománský plůtek s motivem českých šípkových růží, který odděluje pozemek na němž rotunda stojí od ulice. Pozůstatky gotických nástěnných maleb ze 14. století opravil František Sequens. Nad presbytářem je umístěn obraz Zvěstování Páně z roku 1870 od Petra Maixnera.

Při opravě rotundy v červenci roku 2022 byly pod stávající střešní krytinou objeveny pozůstatky staré krytiny, pravděpodobně z doby románské.

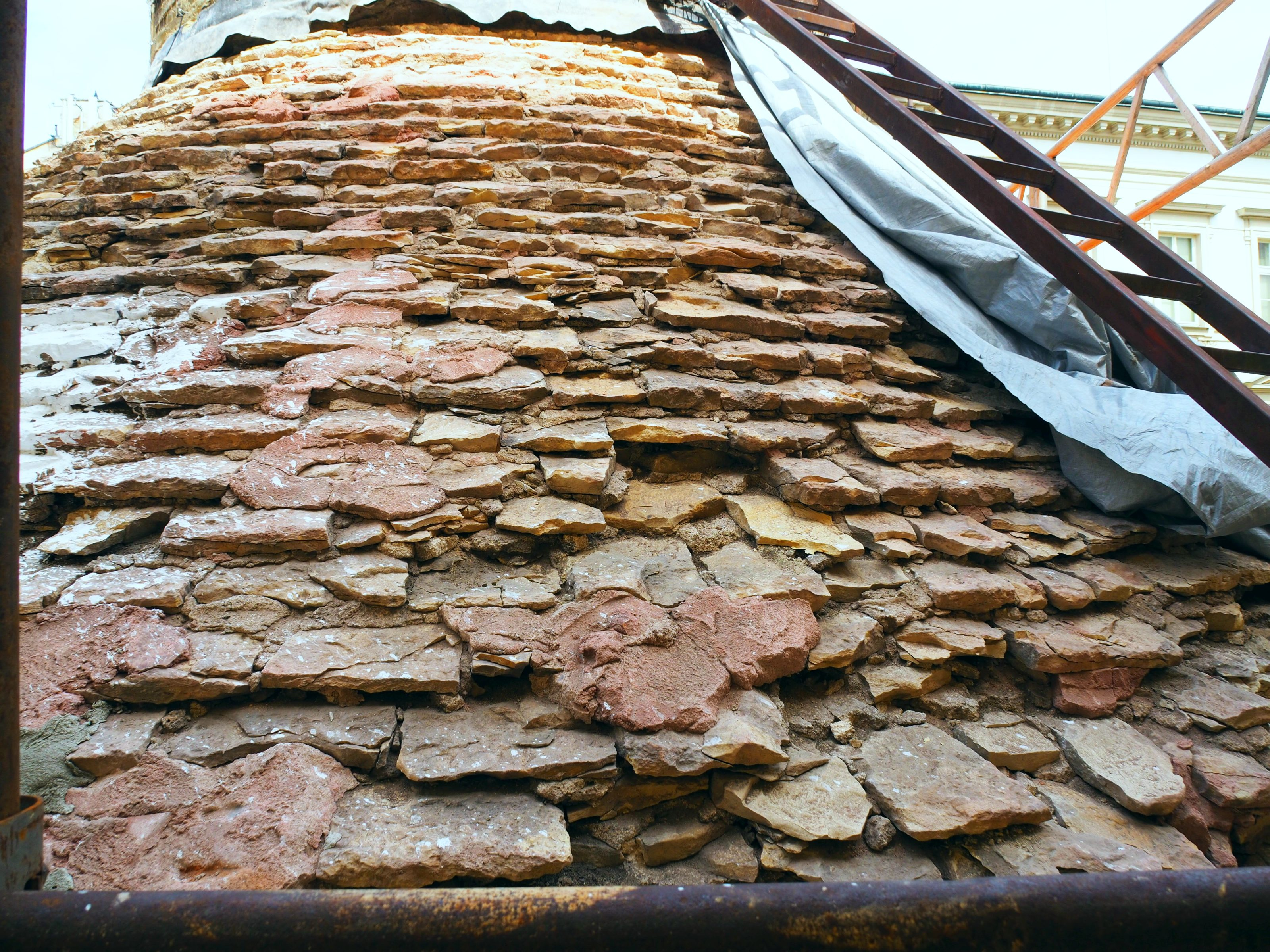
Románská střešní krytina z opukových desek, odhalená při opravě střechy v roce 2022.

## Zajímavosti
- Podle legendy stojí rotunda na místě rybníka, do něhož byla vhozena ukřižovaná dívka, která proti vůli svých rodičů přijala křesťanství. Za noční bouře se prý jako Boží znamení kříž vynořil a vztyčil se nad rybníkem. Při opravě základů rotundy byl prý velký ztrouchnivělý kříž nalezen.
- Rotunda sv. Kříže je ve středu tzv. kříže raně středověkých kostelů, který vznikne, pokud propojíme pomyslnými břevny katedrálu sv. Víta s rotundou sv. Longina a kostel sv. Klimenta s dnes již zaniklým kostelem sv. Filipa a Jakuba na Smíchově.